# フィリピンのイスラム教
フィリピンにおいて、イスラム教は記録が残っている中では国内最古の一神教である。14世紀にペルシア湾や南アジア出身のムスリム商人の他、マレー諸島における複数のスルターン政権下の信者が台頭したことに伴い伝来した。
2010年にアメリカ合衆国国務省が発表した国際信教の自由報告によると、ムスリムは総人口の5%から9%に当たるとされ、大部分がスンナ派でシーア派は少数に留まるという。なお、総人口の大部分がカトリック教徒である（東南アジア諸国連合加盟国唯一のキリスト教国でもある）一方、一部民族集団はプロテスタント、ヒンドゥー教、仏教やアニミズムを奉じる。

## 歴史

### イスラム教伝来とスルターン諸王朝の興隆

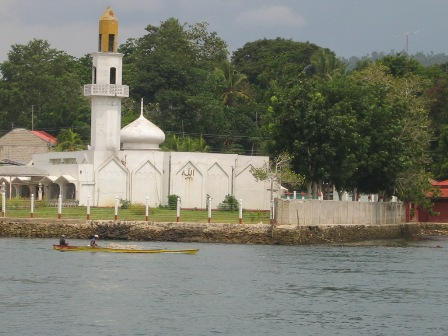
イサベラ市のモスク

マフドゥム・カリムが1380年、アラブ系商人としては初めてスールー諸島やホロ島に足を踏み入れ、交易を通じてイスラム教を広めることとなる。1390年にはミナンカバウ人のラジャ・バギンダ王子とその従者が説教を行う。
シェイク・カリマル・マクドゥムモスクは、14世紀にミンダナオ島のシムヌルに建立された国内初のモスクであった。その後、マレーシアやインドネシアを訪れたアラブ系宣教者が定住することで、イスラム教が一層広まってゆく。初のイスラム王国であるスールー王国が誕生したのはこの時期のことである。その他マギンダナオ王国、ラナオ王国がイスラム教国として殷賑を極めた。
ミゲル・ロペス・デ・レガスピ率いるスペイン艦隊がマイニラ王国に姿を現すと、ラージャ・スレイマン3世に謁見を果たす。次世紀までにはコンキスタドールが南端部のスールー諸島に上陸。現地民は元々アニミズムを奉じていたが、これを機にイスラム教への改宗が進む。15世紀までには北部のルソン島や南部のミンダナオ島の半分がボルネオ島の歴代スルターンの支配下に入り、ミンダナオ島民のほとんどがイスラム教に改宗することとなる。
しかしながら、ヴィサヤ諸島はヒンドゥー教や仏教が非常に強く、イスラム教に対しては少なからぬ抵抗を示した。ミンダナオ地域出身のムスリム海賊が海域を荒らし回ったことにより、経済的、政治的危機がもたらされたためである。これらの頻繁な攻撃を通して、海賊が略奪を行えない程ヴィサヤ諸島民の結束力が固くなってゆく。
1485年から1521年までスルターンのボルキアが統治を行っている間、ブルネイ王国がマニラを天然港と見なしたため、周辺部を攻撃し、コタセルドン王国を独自に建国することで、中国貿易を押さえていたトンド王国の一部を領有する動きを見せる。今やマニラを支配下に置き、ブルネイ王国を衛星国にしようとしたことに対する苦肉の策であった。
新王朝ではイスラム教を受容したルマド族の指導者がラージャ・スレイマン1世に就任。イスラム教はホロ、ミンダナオ両島の他、マレーシアやインドネシア出身のムスリム商人の到来により益々の浸透を遂げた。

### スペイン人との出会い
ラージャ・スレイマンはマニラ湾に面するパシグ川河口部に栄えたマイニラ王国のムスリム系ラージャであったが、当時はスペイン軍が初めてルソン島に上陸。スレイマンはスペイン軍に抵抗したため、ラージャ・マタンダやラカン・ドゥラと共に、パシグ川デルタ地帯の諸王国に対する1570年代初頭のスペインの征服において重要な役割を果たした。

### モロ
モロ（ムーア人を意味するスペイン語に由来）は、現地のムスリムやミンダナオ島のルマド族が用いる、スペイン人の血を引く民族の名称である。ミンダナオ島にバンサモロと称する、イスラム教に基づく独立国家樹立を模索。バンサモロとは「民族」または「国家」を意味する古マレー語と、スペイン語の「モロ」との合成語である。米比戦争中にはモロの反乱が発生しており、紛争や反乱は植民地化前から現在に至るまで続く。
なかんずく1968年に設立されたモロ民族解放戦線（MNLF）は1972年以降、南部に独立国家建設を標榜し、政府に対する武力攻撃を開始。以後内部分裂を孕みながらも、2003年7月にはマレーシア政府を介して、フィリピン政府と停戦協定を締結するに至る。
モロによるもう1つの分離独立運動としては、スールー王国が自国の領土と主張していた、マレーシア・サバ州東部の領土紛争が挙げられる（北ボルネオ紛争）。

## イスラーム主義組織
1970年代末MNLFが政府との交渉路線に転じたのを機に、イスラム教指導者やMNLF司令官を中心にアブ・サヤフ・グループ（ASG）を結成。1990年頃からキリスト教権益に対してテロ攻撃を行った他、アルカーイダとの結び付きも強め、資金や武器の提供を受けたとされる。
2003年から2005年にかけては、マニラなど各都市で爆弾テロ事件を引き起こしたため、フィリピン軍が掃討作戦を実施。2007年までに最高幹部を殺害したことにより、勢力の大幅な減退が成った。ただし、これ以後も外国人や現地の富裕層を対象とした身代金目的の誘拐事件を繰り返しているという。

## ミンダナオ島のムスリム
ミンダナオ島ではムスリムの割合が島人口の2割を超えるため、バシラン、南ラナオ、マギンダナオ、スールー、タウイタウイの5州から成る、イスラム教徒ミンダナオ自治地域（ARMM）を設置。ARMMは独自の政府を持つ唯一の地域であり、首府はARMM地域外にあるコタバト。ARMMは2012年のフィリピン政府とモロ・イスラム解放戦線（MILF）間のバンサモロ枠組み合意では新たな自治区「バンサモロ自治地域」へと置き換えられることになっており、2018年のバンサモロ基本法の議会通過と2019年の住民投票により正式にバンサモロ自治地域（BARMM）が成立した。

## イスラム美術

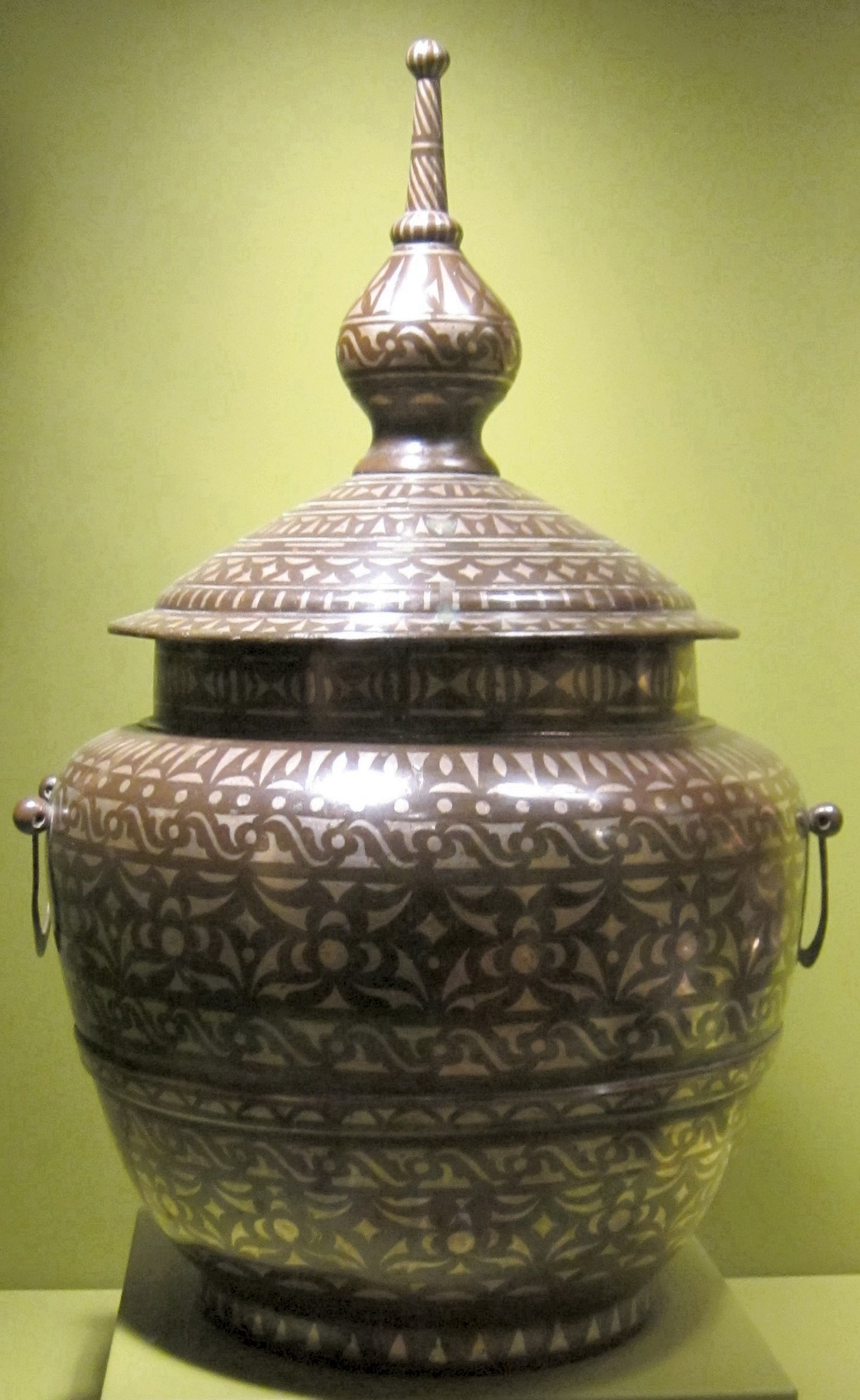
食料保存瓶
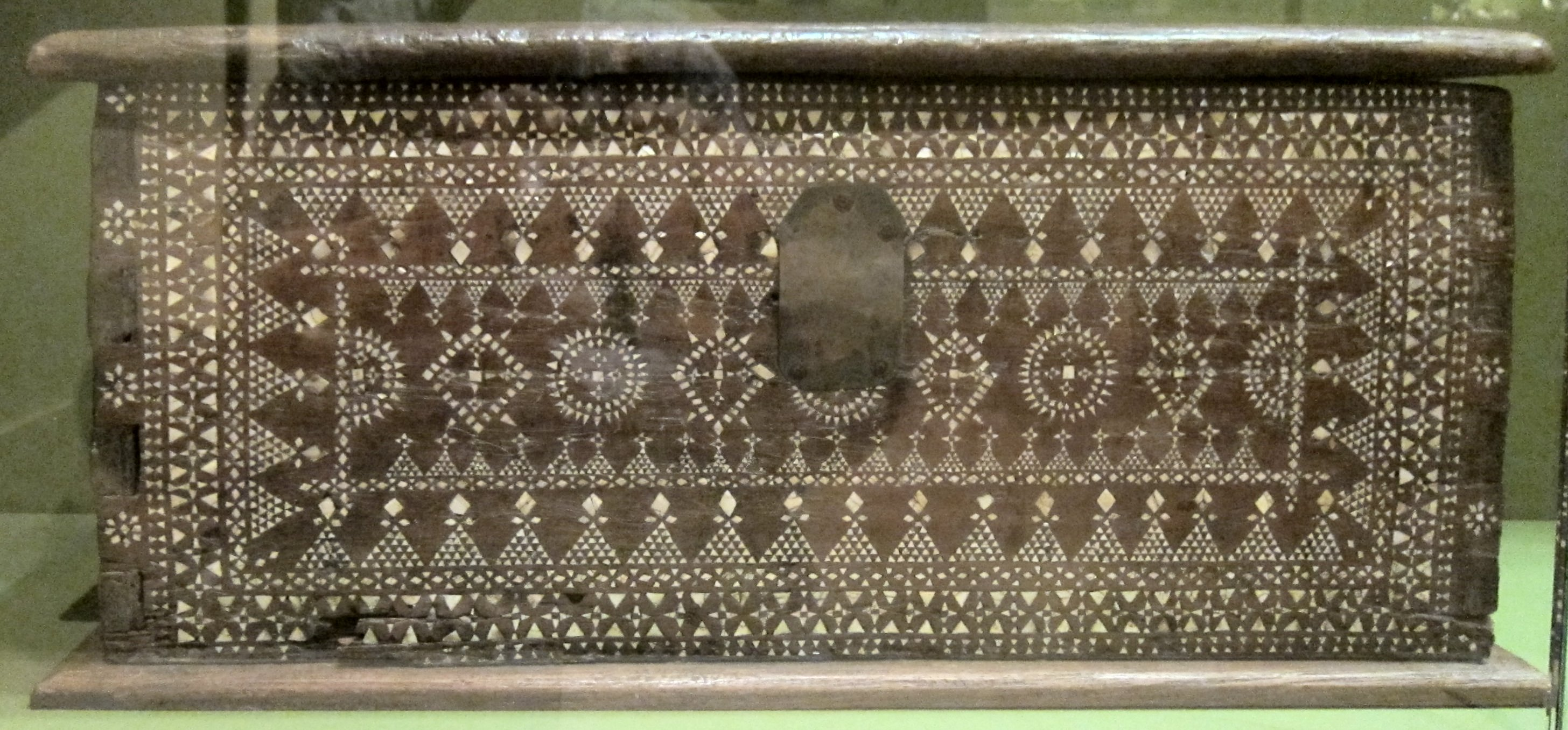
椅子
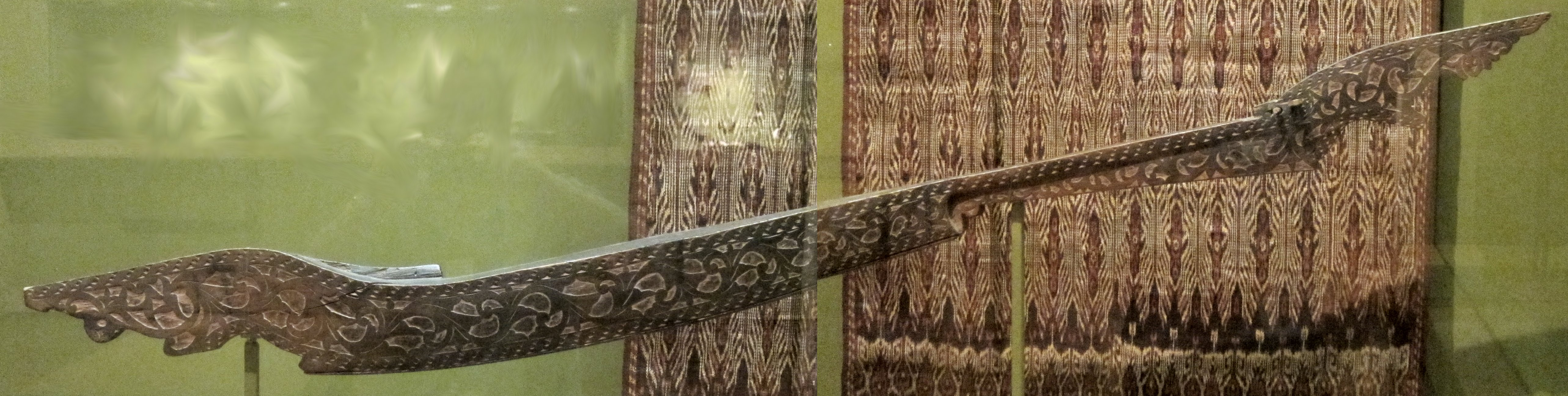
リュート
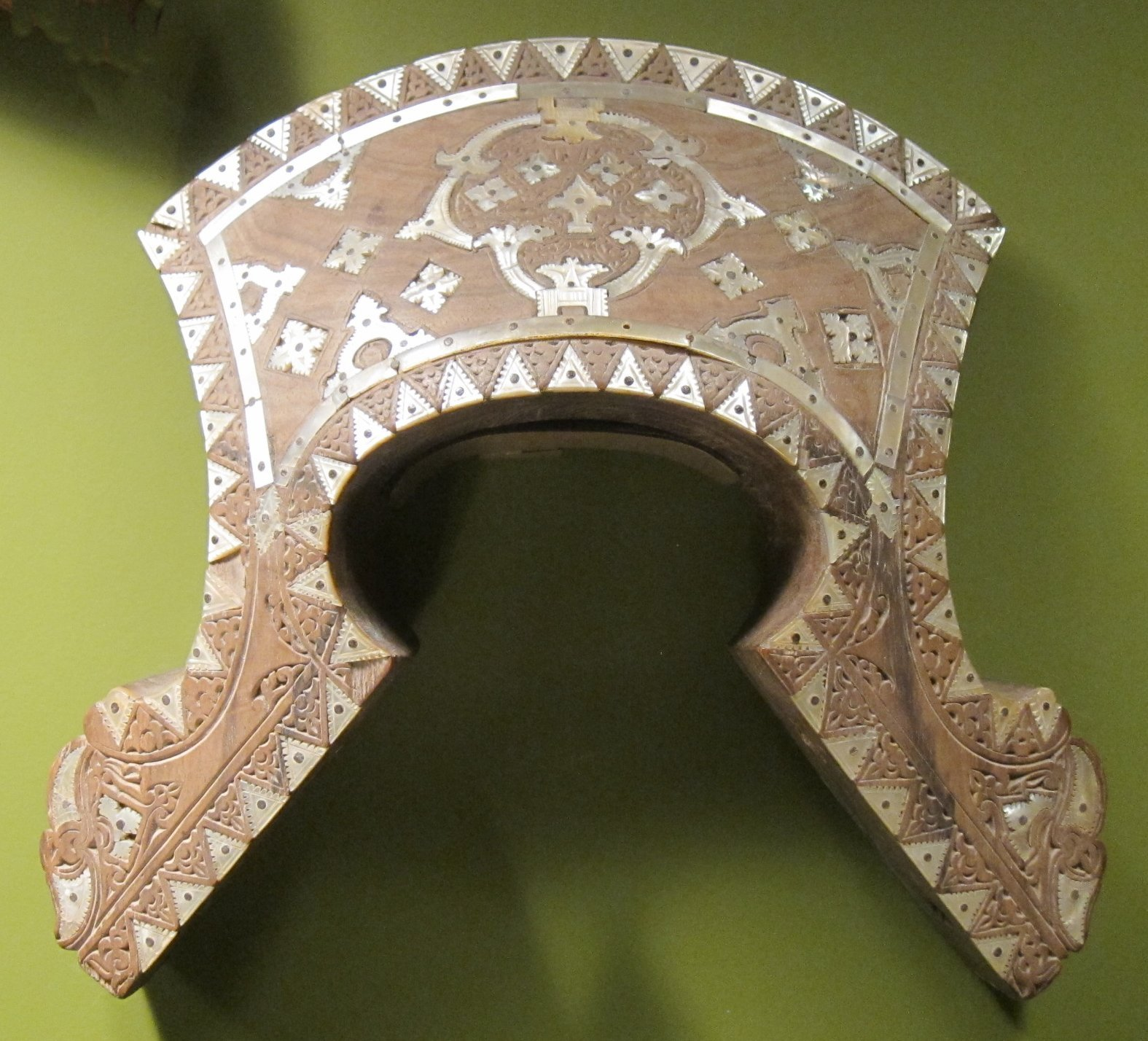
鞍
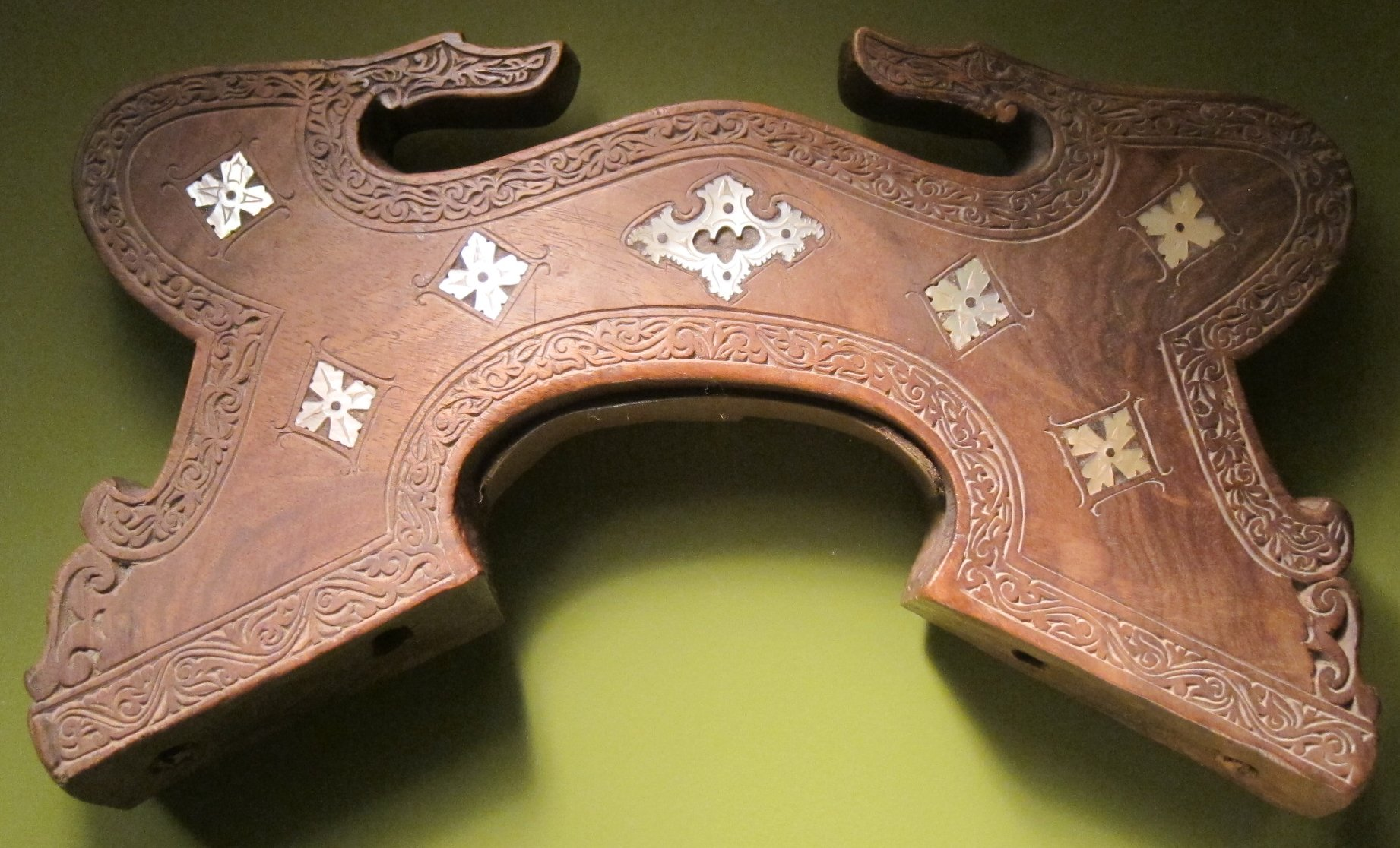
鞍
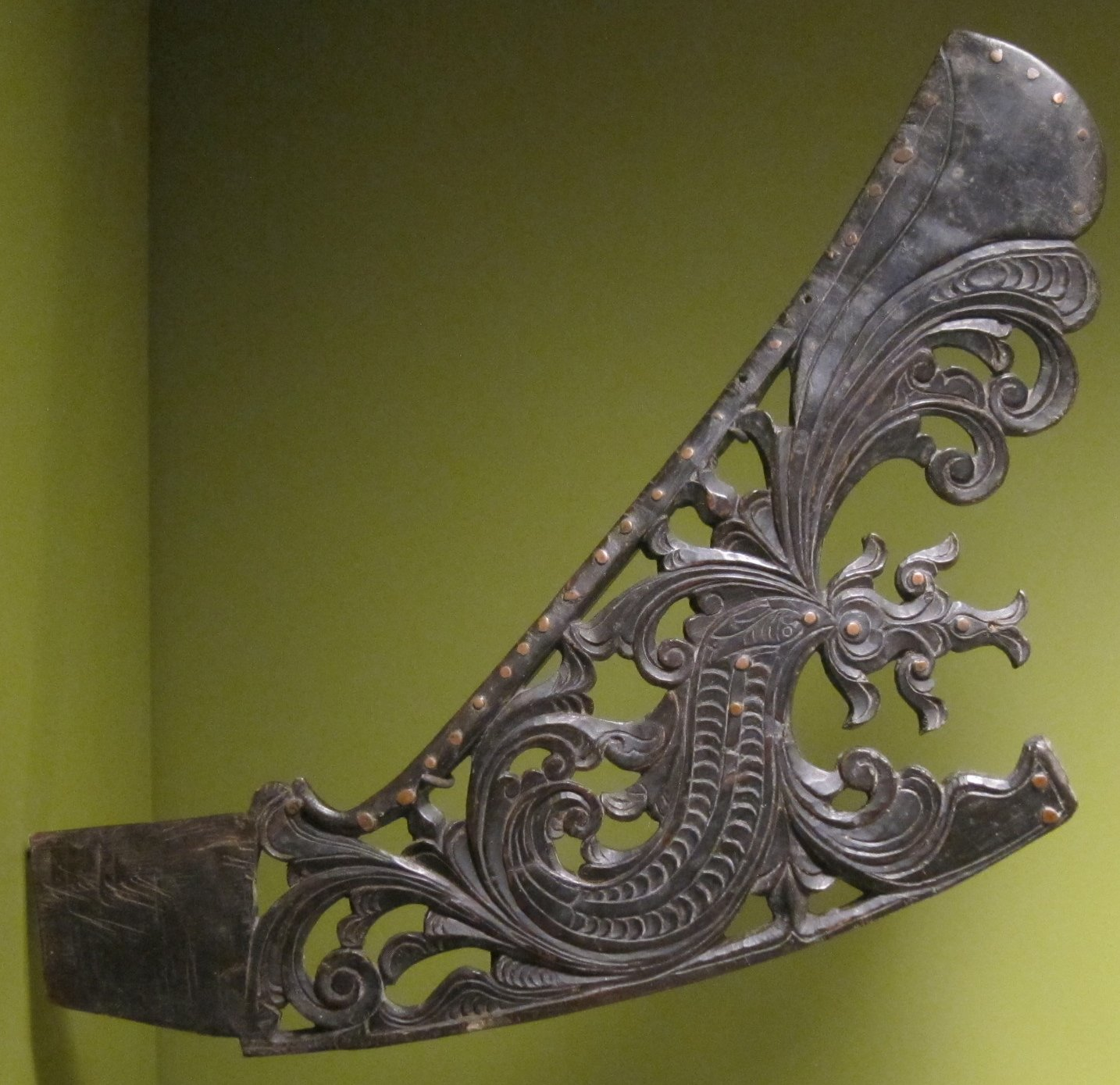
ハープの把手